# Route 23 (Oman)
Die Route 23 oder R23 ist eine Fernstraße im Sultanat Oman. Die Fernverkehrsstraße führt von Bidbid über die Provinzhauptstadt Ibra durch die nördliche Wüste Rimal Al Wahiba bis in die Großstadt Sur am Golf von Oman. Stand 2021 wird die Straße zwischen Bidbid und al-Kamil wa al-Wafi durch die sechsspurige Autobahn al-Sharqiyah-Expressway ersetzt, wobei die Autobahn zum Großteil auf der alten Trasse verläuft, jedoch die Orte al-Kamil wa al-Wafi, Bidiya und Ibra großzügig umgeht.  Zwischen al-Kamil wa al-Wafi und Sur sind die Ausbaumaßnahmen noch im Gange.